# 일레인 메이
일레인 메이(Elaine May, 1932년 4월 21일 ~ )는 미국의 코메디언, 영화 감독, 영화 각본가, 배우이다. 활동 초기에는 마이크 니컬스와 함께 즉흥 코미디 듀오로 이름을 알렸고 이후 영화 감독과 영화 각본가로서 활동했다. 영화 《천국의 사도》와 영화 《프라이머리 컬러스》를 통해 아카데미 각본상 후보에 2회 올랐다.

## 작품 목록

### 연출
- 뉴 리프 (1971)
- 갈등의 부부 (1972)
- 믹키 앤 닉키 (1976)
- 사막 탈출 (1987)
- Mike Nichols: American Masters (2016; 다큐)